# Nakajima C2N
Nakajima Ki-6 (яп. 九五式二型練習機九五式二型練習機) — серийный однодвигательный военно-транспортный, разведывательный и пассажирский самолёт Императорской армии Японии и Императорского флота Японии периода Второй мировой войны.

## История создания
В 1929 году для транспортной авиационной компании «Nihon Koku Yuso KK» было закуплено 6 самолётов Fokker Super Universal. Не желая зависеть от иностранной компании, руководство Департамента коммуникаций объявило конкурс на создание транспортно-пассажирского самолёта. В конкурсе приняли участие фирмы Mitsubishi, Nakajima и Aichi. Однако предложенные ими варианты не смогли достичь параметров голландского самолёта. Поэтому было решено вместе с приобретением ещё 4 экземпляров купить лицензию на изготовление самолёта на авиазаводах Японии.
Производство началось в 1930 году, а уже в марте 1931 года первый самолёт поднялся в воздух. Это был высокоплан смешанной конструкции. Крылья были с деревянным набором и фанерной обшивкой. Фюзеляж был сварен из стальных труб, обшитых полотном. Первые самолёты оснащались импортными двигателями Bristol Jupiter VI мощностью 450 л. с, позднее стали использоваться Nakajima Kotobuki Ha-1 мощностью 460 л. с..
Большинство самолётов использовались авиакомпанией «Nihon Koku Yuso KK», часть попала в компанию «Manshu Koku KK» («Маньчжурские авиалинии»). Самолёты выпускались до 1936 года на заводах Nakajima в городе Ота и в Харбине на фирме «Manshu».
С началом японской интервенции в Маньчжурию главный хирург японской армии Йошинобу Терадзи предложил переоборудовать один из самолётов в летающий госпиталь. Первый самолёт был переоборудован в 1932 году. Пассажирский салон был полностью переоборудован. В нём установили звукоизоляцию, контроль температуры, принудительную подачу кислорода, два лежачих места и три сиденья для медработников. На самолёте была установлена система переливания крови и подачи кислорода. Экипаж состоял из двух пилотов и двух медработников. В 1940 году таким образом был переоборудован ещё один самолёт.
Надёжность самолёта вызвала интерес военных. В 1935 году для подготовки экипажей бомбардировщиков начался выпуск военной версии «Супер Универсалов». Военный вариант отличался от гражданского трёхлопастным винтом и колёсами низкого давления. В салоне размещались 4 места для курсантов: штурманов, радистов, фоторазведчиков и стрелков. Для стрелков сверху фюзеляжа была смонтирована открытая турель под 7,7-мм пулемёт «Тип 92». Самолёт получил название «Армейский учебный самолёт Тип 95» (или Ki-6). Но в армейской авиации самолёты Ki-6 не получили широкого применения и больше использовались как транспортные. В значительной мере это объяснялось наличием учебного самолёта Mitsubishi Ki-7.
Флот тоже заинтересовался самолётами «Супер Универсал». Для него с мая 1933 году выпускались модификации под названием «Базовый разведчик Fokker» (или C2N1), а также поплавковый вариант «Разведывательный гидросамолёт Fokker» (или C2N2). Кабина этой модификации была на метр длиннее, чем у гражданской версии. В отличие от армейской версии, на морских самолётах ставился двухлопастный винт постоянного шага. Флотские C2N также почти не использовались по прямому назначению и вскоре были сняты с эксплуатации.
К концу 1930-х годов деревянные конструкции самолётов во влажном климате Японии стали разрушаться и к 1940-му году их эксплуатация была прекращена.

## Тактико-технические характеристики (Ki-6)

### Технические характеристики
- Экипаж: 1 человек
- Пассажиры: 6 человек
- Длина: 11,25 м
- Высота: 2,78 м
- Размах крыльев: 15,4 м
- Площадь крыльев: 37,37 м²
- Масса пустого: 1 640 кг
- Масса снаряжённого: 2 820 кг
- Двигатель: Nakajima Kotobuki
- Мощность: 460 л. с.

### Лётные характеристики
- Максимальная скорость: 245 км/ч
- Крейсерская скорость: 171 км/ч
- Дальность полёта: 1 045 км
- Практический потолок: 6 000 м

## Модификации
- Nakajima Super Universal — гражданский вариант
- Ki-6 — «Армейский учебный самолёт Тип 95»
- C2N1 — «Разведывательный самолёт флота Тип 95»
- C2N2 — поплавковый вариант C2N1
- Manshū Super Universal — гражданский и военный вариант, построенный в Маньчжурии

## Ссылка
- На Викискладе есть медиафайлы по теме Nakajima C2N